# Idona sexmaculata
Idona sexmaculata är en insektsart som först beskrevs av Delong 1923.  Idona sexmaculata ingår i släktet Idona och familjen dvärgstritar.
Artens utbredningsområde är Puerto Rico. Inga underarter finns listade i Catalogue of Life.